# Mischungsregel (Thermodynamik)
Eine Mischungsregel dient zur Berechnung der Eigenschaften von Gemischen aus den Eigenschaften der reinen Stoffe.

## Berechnung

### Generelle Form
{\displaystyle E_{m}=\sum _{i}\sum _{j}y_{i}\cdot x_{i}\cdot E_{ij}}
mit
Em: Eigenschaft der Mischung
xi: Molenbruch in der flüssigen Phase
yi: Molenbruch im Dampf
Eii und Ejj: Reinstoffeigenschaften
Eij und Eji: Wechselwirkungsterme

### Wechselwirkungsterme
Die Wechselwirkungsterme Eij und Eji müssen über sogenannte Kombinationsregeln bestimmt werden. Üblich sind die arithmetischen und geometrischen Mittelwerte.

#### Arithmetisches Mittel
{\displaystyle E_{ij}={\frac {E_{ii}+E_{jj}}{2}}}
Damit ergibt sich für Em:
{\displaystyle E_{m}=\sum _{i}y_{i}E_{i}}

#### Geometrisches Mittel
{\displaystyle E_{ij}={\sqrt {E_{ii}E_{jj}}}}
Damit ergibt sich für Em:
{\displaystyle E_{m}=\left(\sum _{i}y_{i}{\sqrt {E}}_{i}\right)^{2}}
mit Ei=Eii

#### Binäre Wechselwirkungsparameter
Binäre Wechselwirkungsparameter kij werden benutzt, um die Qualität einer Kombinationsregel zu verbessern. Ein Beispiel für das Einfügen eines solchen Parameters ist
{\displaystyle E_{ij}={\frac {k_{ij}(E_{ii}+E_{jj})}{2}}}
kij werden im Allgemeinen durch Regression experimenteller Stoffdaten von binären Gemischen bestimmt.